# Partit Ecològic Democràtic
El Partit Ecològic Democràtic (en alemany: Ökologisch-Demokratische Partei, ÖDP) és un partit polític d'Alemanya d'orientació ecologista que està actiu sobretot al sud de país.
Si bé no va aconseguir entrar al Bundestag (parlament federal) ni en cap dels parlaments estatals, en els estats de Baviera i Baden-Württemberg el partit té presència en diversos consells deliberants de ciutats grans, per exemple en el de Múnic. En els seus orígens va formar part del que avui és Aliança 90/Els Verds, però es va separar d'aquell partit per diferències ideològiques, a principis de la dècada de 1980.
L'ÖDP no és fàcilment encaixable en l'esquema polític tradicional de esquerra-dreta. S'autodefineix com a centrista, a diferència d'Aliança 90 / Els Verds, en què la línia és de centreesquerra o esquerra. Moltes de les posicions de l'ÖDP són més moderades que les del partit germà. El seu programa se centra en valors ètics molt pronunciats, com el respecte a la vida, a la família, la diversitat cultural i al medi ambient, i la transparència política.
El pilar central del programa és l'ecologisme, i en les qüestions relacionades el partit sosté posicions més radicals que Els Verds. Així, per exemple, van criticar durament alguns compromisos d'aquest partit en el govern federal "roig-verd" entre 1998 i 2005 juntament amb el Partit Socialdemòcrata d'Alemanya (SPD). És un ferm opositor a l'ús de l'energia nuclear (sosté que Alemanya ha de sortir d'aquesta forma de producció en un termini no superior a 4 anys), de la clonació humana i de l'explotació d'animals.
L'ÖDP compta amb una organització juvenil, els Joves Ecòlogs (Junge Ökologen) i una fundació independent, la Fundació per a l'Ecologia i la Democràcia (Stiftung für Ökologie und Demokratie) que ha guanyat diversos premis a nivell nacional per la seva feina. És, a més a més, membre de la coalició de partits internacional World Ecological Parties.
Tenen un escó al Parlament Europeu.